# Stekšys
Stekšys, o Steksė (anche indicato come Stakys, Stejkint, Stekintas, Stegikintas, Stegutas) (... – 1214), era un duca lituano di Nalšia. Morì vicino a Lielvārde nel corso di una battaglia in Livonia. È uno dei primi duchi lituani di cui si ha notizia.
Succedette al duca Daugirutis, suicidatosi nel castello di Cēsis dopo esser stato fatto prigioniero dai Cavalieri portaspada nel 1213. Queste due morti causarono una diminuzione delle incursioni operate dai lituani nelle terre della Livonia: gli storici ipotizzano che a seguito della morte di Daugirutis e di Stekšys si andò incontro ad un periodo di rallentamento nel processo di unificazione delle tribù baltiche che porterà alla costituzione, intorno al 1230, del Ducato di Lituania.
Tomas Baranauskas, uno storico lituano contemporaneo, ritiene che Vilikaila e Daujotas, due dei cinque duchi menzionati in un trattato del 1219 stipulato con la Galizia-Volinia, fossero figli di Stekšys.